# José Frías Silva
José Frías Silva (San Miguel de Tucumán, 7 de enero de 1863-San Miguel de Tucumán, 22 de septiembre de 1933) fue un político argentino, gobernador de la provincia de Tucumán entre 1909 y 1913.

## Biografía
Integrante de una familia de añejo arraigo en el norte argentino, fue nieto de los gobernadores José Manuel Silva (1828) y José Frías. Se casó con Isolina Zavalia, Hija del doctor Salustiano Zavalia (exgobernador en varias ocasiones en la provincia de Tucumán, entre otros cargos), donde formó una prolongada descendencia, teniendo 10 hijos y una gran cantidad de nietos.
Cursó sus estudios primarios y secundarios en su ciudad natal. En 1881 se inscribió en la Facultad de Derecho de la Universidad de Buenos Aires, en la que se graduó de abogado en 1887. Su tesis, con la que optó al grado de doctor (Nulidad de Actos Jurídicos) fue laureada con la medalla de oro, distinción que por primera vez otorgaba la universidad. 
Al retornar a su ciudad natal, se desempeñó como juez. Alternó esa actividad con la atención de los ingenios San José y Santa Lucía, y de las estancias de la familia sus estancias en Tafí del Valle.
Militó en política en el conservadurismo, siendo el fundador de un partido provincial denominado Unión Popular. Amigo personal de Roque Sáenz Peña, y acérrimo adversario político de Julio Argentino Roca, ocupó numerosos cargos públicos: edil en San Miguel de Tucumán, senador provincial y presidente del Senado en 1905. Como presidente del senado, se desempeñó como gobernador interino (1906), al producirse la renuncia de José Antonio Olmos, hasta la asunción del nuevo mandatario, el ingeniero Luis F, Nougués.
Integró y presidió la Convención Constituyente Provincial de 1907. Fue diputado nacional por Tucumán en 1908, y presidente de la Comisión de Negocios Constitucionales de la Cámara. En las elecciones de diciembre de 1908, fue elegido gobernador de Tucumán. Su mandato se extendió desde 1909 a 1913. Durante su gobierno, crisis internas determinaron la división de la Unión Popular en el Partido Conservador, que lideraba Frías Silva, y en el Partido Constitucional, que seguía a Luis Nougués. 
Una vez retirado del gobierno, fue uno de los fundadores del Centro Azucarero. Solo salió al público en 1916, para integrar la Comisión de Homenaje al Centenario de la Independencia, en 1916; y en 1931, para presidir el homenaje en Tucumán al presidente José Félix Uriburu, con motivo de su visita.

### Gestión
Durante su mandato, y pese a las dificultades económicas (una plaga, el mosaico, devastó los cañaverales tucumanos), amplió considerablemente los sistemas de riego en la provincia. El conjunto arquitectónico aún existente en el entonces denominado Boulevard Sarmiento (el actual teatro San Martín, el Palacio Legislativo y el Hotel Savoy), data de este período. Se sancionó  y promulgó la ley de creación de la Universidad de Tucumán; y se construyó la Casa de Gobierno, la que fue inaugurada el 24 de septiembre de 1912, en el marco de las celebraciones por el centenario de la Batalla de Tucumán, con la asistencia del presidente Roque Sáenz Peña.
- Datos: Q5939855